# Лозова (локомотивне депо)
Локомоти́вне депо́ «Лозова» (ТЧ-9) — одне з 10 основних локомотивних депо Південної залізниці. Розташоване на однойменній станції.
Локомотивне депо «Лозова» має сучасний тяговий рухомий склад та обслуговує дільниці Лозова — Полтава — Київ, Лозова — Мерефа — Основа, Лозова — Слов'янськ — Лиман, Лозова — Синельникове I — Нижньодніпровськ-Вузол тощо.

## Історичні відомості
Історія депо Лозова бере свій початок з 1869 року, коли разом із будівництвом Курсько-Харківсько-Севастопольської залізниці у Панютиному почали роботу паровозні та вагонні майстерні. Засноване як паровозне депо у 1926 року. З 1960-х років обслуговує тепловози та електровози.
На базі локомотивного депо створена сучасна ремонтна база. Зокрема, для обточування колісних пар локомотивів у розпорядженні деповчан є верстат типу А41, стенд для перевірки гасителів коливання локомотивів й обладнання для викачування колісно-моторних блоків. 
У 2018 році ініціативна група раціоналізаторів депо розробила та впровадила у виробництво кантувач тягових двигунів.
Локомотивне депо атестовано на ремонт ПР-3 електровозів ВЛ11 та тепловозів ЧМЕ3. Щорічно цей вид ремонту проходять десятки локомотивів. У депо «Лозова» вперше в «Укрзалізниці» на електровозі ВЛ11 була встановлена й успішно випробувана система космічної навігації.
На теперішній час депо обслуговує тепловози 2ТЕ116, ТЕП70, ЧМЕ3, електровози ВЛ11.
Наприкінці 2019 року локомотивному депо «Лозова» виповнилося 150 років.